# Епітадей
Епітадей (дав.-гр. Έπιταδεύς) — спартанський ефор.

## Закон Епітадея
Закон Епітадея був прийнятий приблизно 400 до н. е., імовірно в добу Агесілая. За ним дозволялося передавати землю та все майно іншій особі за вільним вибором у вигляді подарунка чи заповіту. Таким чином, невідчужуваність клерів була знищена, а це неминуче вело до зменшення числа громадян-землевласників і до зосередження землі в руках небагатьох, і особливо дочок-спадкоємиць.
Якщо в 6 столітті до н. е. нараховувалося 9-10 тисяч громадян, які мали повні клерухії, то в 376 до н. е. Спарта змогла виставити лише 2 500 гоплітів. Майно приватної особи було в повному розпорядженні держави: останнє могло наказати жінкам видати всі свої коштовності, кредиторам — поступитися на його користь своїми позиками.